# Czanik Zsófia
Czanik Zsófia (Mezőtelegd, 1920. január 13. – Budapest, 1998. október 1.) énekesnő (drámai szoprán).

## Életpályája
1933–1947 között a Zeneakadémián tanult, ahol Jászó György tanítványa volt. 1947–1951 között a Magyar Állami Operaház ösztöndíjasa volt. 1951–1969 között a Magyar Állami Operaház magánénekesnője volt. 1969-ben visszavonult az énekléstől.
Sírja a Farkasréti temetőben található (60/6-3-20).

## Színházi szerepei
A Színházi Adattárban regisztrált bemutatóinak száma: 5.
- Verdi: A trubadúr....Leonora
- Wagner: A bolygó hollandi....Senta
- Suchon: Örvény....Katica
- Sosztakovics: Katyerina Izmajlova....Fegyencnő
- Verdi: A végzet hatalma....Leonora
- Verdi: Az álarcosbál....Amélia
- Beethoven: Fidelio....Leonora
- Mascagni: Parasztbecsület....Santuzza
- Puccini: Tosca....Tosca